# پشه‌گیر گلوتوسی
پشه‌گیر گلوتوسی (نام علمی: Polioptila schistaceigula) نام یک گونه از سرده پشه‌گیرها است.